# Phat Quang
Phât Quang är ett mahayanabuddhistiskt tempel i Angered, Göteborg. Templet invigdes 2007, och är det första buddhisttemplet i Sverige som har en traditionell design.
Templet tillhör föreningen Vietnamesisk kultur o buddhistförbund i Göteborg, som registrerades som ideell förening 1999. 2013 hade föreningen omkring 500 medlemmar och omkring 1000 andra personer var frekventa deltagare i föreningens aktiviteter. De har även en filial i Stockholm. Föreningen är medlem i Sveriges buddhistiska gemenskap.

## Bygget
1998 köpte föreningen en tomt och ett bostadshus där de höll sina möten. Då husets storlek begränsade verksamheten inledde föreningen 2003 ett byggnadsprojekt för att bygga ett tempel, vilket inleddes med en kontakt med arkitekten Yvonne Olsson. En stor del av arbetet, även det arkitekturmässiga arbetet, har dock utförts av volontärer för att hålla ned kostnaderna. Bygget kostade sammanlagt omkring 15 miljoner kronor, vilket finansierandes nästan helt och hållet av donationer. En stor andel av donationerna kom från utlandet, särskilt Amerika.
Templet är 400 kvadratmeter fördelat på två plan, och utanför finns en traditionell kinesisk trädgård. Den gamla byggnaden som föreningen använde innan templet byggdes finns kvar, och är förbunden till templet genom en glasbyggnad.
Pagodtaket är handsnickrat av en munk, även entrédörrarna är handgjorda. I bönesalen finns tre handgjorda trästatyer, en föreställande Amitabha buddha, en Sakyamuni buddha och en Medicinbuddha. Statyerna är tre meter höga vardera och är handgjorda. Sex stycken handgjorda bodhisattvastatyer finns också i salen, som är omkring en meter höga.

## Verksamhet
2013 bodde tre nunnor och sex munkar i/vid templet. De anordnar dagligen bönestunder och månadsvis längre ceremonier. De anordnar även meditationstillfällen, retreater och firar buddhistiska och vietnamesiska högtider. Bland annat firas vietnamesiskt nyår (tết), vesak (Buddhas födelse), ullambana (som är tillägnad bodhisattvan Ksithigarbha), firande relaterat till bodhisattva Avalokiteshvara två gånger årligen och en dag årligen till buddhan Amitabhas ära.
De bedriver även social och kulturell verksamhet, främst riktad till vietnamesiska ungdomar. Det handlar då om bland annat läxhjälp och musikkvällar.